# ケアレス・ウィスパー
「ケアレス・ウィスパー」 (Careless Whisper) は、ワム!のシングル曲。

## 概要
作詞・作曲がジョージ・マイケルとアンドリュー・リッジリーの共作であることや、ワム!の2枚目のアルバム『メイク・イット・ビッグ』やベスト・アルバム『ザ・ファイナル』に収録されているため、ワム!の楽曲に思われがちであるが、厳密にはジョージ・マイケルのソロ曲である。ただし、その扱いは国によって分かれており、イギリスやヨーロッパ諸国ではジョージ・マイケルの単独名義であるのに対して、アメリカでは「Wham! featuring George Michael」名義で、日本では「ワム!」名義で発売された。
原曲はジョージが17歳の時に、アルバイト先の映画館へ向かうバスの中で書き留めたもので、発表時にアンドリューが手を加えた。『ビルボード』誌では、1985年2月16日付けの週間チャート、その年の年間チャートともに1位を獲得、ワム!にとっても、ジョージ・マイケルにとっても最大のヒット曲となった。日本ではオリコン洋楽シングルチャートで1984年10月29日付から4週連続1位を獲得した。

## チャート
| チャート (1984–2017年)                  | 最高位 |
| --------------------------------------- | ------ |
| オーストラリア (Kent Music Report)      | 1      |
| オーストリア (Ö3 Austria Top 40)        | 2      |
| ベルギー (Ultratop 50 Flanders)         | 2      |
| カナダ トップシングルス (RPM)           | 1      |
| カナダ アダルト・コンテンポラリー (RPM) | 1      |
| カナダ (The Record)                     | 2      |
| ヨーロッパ (European Hot 100 Singles)   | 2      |
| フィンランド (Suomen virallinen lista)  | 2      |
| フランス (SNEP)                         | 3      |
| ハンガリー (Single Top 40)              | 10     |
| アイスランド (RÚV)                      | 1      |
| アイルランド (IRMA)                     | 1      |
| イスラエル (Media Forest)               | 4      |
| イタリア (Musica e dischi)              | 1      |
| 日本 (Japan Hot 100)                    | 31     |
| 日本 (オリコン)                         | 12     |
| オランダ (Dutch Top 40)                 | 1      |
| オランダ (Single Top 100)               | 1      |
| ニュージーランド (Recorded Music NZ)    | 3      |
| ノルウェー (VG-lista)                   | 2      |
| ポルトガル (AFP)                        | 2      |
| スロヴェニア (SloTop50)                 | 29     |
| 南アフリカ (Springbok)                  | 1      |
| スペイン (PROMUSICAE)                   | 11     |
| スウェーデン (Sverigetopplistan)        | 2      |
| スイス (Schweizer Hitparade)            | 1      |
| UK シングルス (OCC)                     | 1      |
| US Billboard Hot 100                    | 1      |
| US Adult Contemporary (Billboard)       | 1      |
| US Hot Dance Singles Sales (Billboard)  | 3      |
| US Hot Black Singles (Billboard)        | 8      |
| 西ドイツ (GfK Entertainment charts)     | 3      |

| チャート (2021年)      | 最高位 |
| ---------------------- | ------ |
| Global 200 (Billboard) | 111    |

| チャート (1984年)                    | 順位 |
| ------------------------------------ | ---- |
| オーストラリア (Kent Music Report)   | 4    |
| オーストリア (Ö3 Austria Top 40)     | 18   |
| ベルギー (Ultratop Flanders)         | 5    |
| オランダ (Dutch Top 40)              | 3    |
| オランダ (Single Top 100)            | 2    |
| ニュージーランド (Recorded Music NZ) | 10   |
| スイス (Schweizer Hitparade)         | 9    |
| イギリス (OCC)                       | 5    |
| 西ドイツ (Official German Charts)    | 31   |

| チャート (1985年)                           | 順位 |
| ------------------------------------------- | ---- |
| カナダ (RPM)                                | 2    |
| 南アフリカ (Springbok)                      | 3    |
| 全米 Billboard Hot 100                      | 1    |
| 全米 アダルト・コンテンポラリー (Billboard) | 4    |

| チャート (1958–2018年) | 順位 |
| ---------------------- | ---- |
| 全米 Billboard Hot 100 | 162  |

## カバー
- 西城秀樹（1984年10月15日 『抱きしめてジルバ -Careless Whisper-』）
- 郷ひろみ（1984年11月10日 『ケアレス・ウィスパー』）
- 橋本和美（1984年 『ケアレス・ウィスパー/恋は風車』）
- タミア（1998年）
- ケニー・G
- バナナラマ（2001年）
- シーザー (バンド)（2008年）
- hyde
- アニタ・ムイ（1984年、広東語版「夢幻的擁抱」）
- ジェニー・ツェン（1985年、広東語版「忍痛說謊」）
- 蔡國權（中国語版）（1985年、広東語版「無心快語」）

## 他作品での使用
2016年の映画『デッドプール』の終盤からエンドクレジットにかけて、本楽曲が使用された。